# Paktha
Paktha là một huyện (muang, mường) thuộc tỉnh Bokeo ở tây bắc nước Lào.